# Diplodasys swedmarki
Diplodasys swedmarki is een buikharige uit de familie Thaumastodermatidae. Het dier komt uit het geslacht Diplodasys. Diplodasys swedmarki werd in 1987 voor het eerst wetenschappelijk beschreven door Kisielewski. 